# Hexazinon
Hexazinon ist ein Herbizid-Wirkstoff und eine chemische Verbindung aus der Gruppe der Triazine und Diketone (Triazinone).

## Gewinnung und Darstellung
Hexazinon kann durch Reaktion von Chlorameisensäuremethylester mit Cyanamid, gefolgt von Methylierung und Reaktion mit Dimethylamin und Cyclohexylisocyanat gewonnen werden.
Eine alternative Darstellung geht von 2-Methylthiopseudoharnstoff aus:

## Eigenschaften
Hexazinon ist ein farb- und geruchloser Feststoff, der löslich in Wasser ist.

## Verwendung
Hexazinon wird als Herbizid verwendet. Es wird seit 1974 von DuPont unter dem Handelsnamen Velpar vertrieben und wird hauptsächlich bei Luzerne, Zuckerrohr und Ananas eingesetzt. Es ist ein nicht-selektives Blatt- und Bodenherbizid mit Wirkung gegen ein- und zweikeimblättrige Pflanzen. 

## Zulassung
In Deutschland war es bis 1991 in drei zugelassenen Pflanzenschutzmitteln enthalten, deren Anwendung bis zum Wirksamwerden des uneingeschränkten Indikationsgebots am 1. Juli 2001 noch zulässig war. Seit 2002 steht Hexazinon im Verzeichnis der nicht in Anhang I der Richtlinie 91/414/EWG aufgenommenen Wirkstoffe, damit ist die Verwendung in Pflanzenschutzmitteln in der EU nicht zulässig.
In den EU-Staaten einschließlich Deutschland und Österreich sowie in der Schweiz sind keine Pflanzenschutzmittel mit diesem Wirkstoff zugelassen.